# Allegro vivace
Allegro vivace is een van oorsprong Italiaanse muziekterm die aangeeft in welk tempo gespeeld moet worden. Allegro vivace betekent "levendig" en is sneller en energieker dan vivace. Allegro vivace behoort tot de zeer snelle tempi. Het metronoomgetal komt neer op 152 tot 168, dus 152 tot 168 tellen per minuut.